# لا سبيدلا
لا سبيدلا (بالإنجليزية: La Spedla)‏ هو أحد جبال سلسلة سلسلة بيرنينا وجزء من القمة الأم بيز بيرنينا يقع في كانتون غراوبوندن، سويسرا. يبلغ ارتفاع الجبل حوالي 4020 متر، بينما يبلغ ارتفاع نتوء الجبل متر.